# Глеб Юрьевич
Глеб Ю́рьевич (ум. 20 января 1171) — князь Переяславский и Киевский, сын Юрия Долгорукого от брака с дочерью половецкого хана Аепы, брат Андрея Боголюбского.

## Биография

### Участие в борьбе против Изяслава Мстиславича
Впервые упоминается в летописи в 1146/47 году. В этом году 24 февраля в Колтеске умер его брат, курский князь Иван. Горько оплакав его, Глеб вместе с братом Борисом отправили тело брата в Суздаль.
Створиста плач велик, и тако спрятавше тело его, идоша с ними Суждалю к отцю с жалостию.
В 1147 году вместе со своим отцом Юрием Долгоруким Глеб выступил против великого князя Киевского Изяслава Мстиславича, приходившегося Глебу двоюродным братом. Летом этого года Юрий Долгорукий послал Глеба на помощь черниговскому князю Святославу Ольговичу. В конце лета или осенью Глеб вместе со Святославом Ольговичем и союзными половцами двинулись к Курску. Там сидел сын Изяслава Мстислав, но куряне отказались воевать с потомком Мономаха, после чего Мстислав покинул город и уехал к отцу в Киев. После этого Глеб силой взял городок Попашь на реке Суле и вернулся в Суздаль, но вскоре появился в Чернигове, придя на помощь Ольговичам. Через некоторое время он отправился в Городец-Остёрский, где местные жители приняли его на княжение.
Изяслав Мстиславич приглашал Глеба в Киев, обещая отдать ему Городец и другие города на юге. Вероятно, что целью такого шага являлось «вбить клин между отцом и сыном» и использовать Глеба для давления на Юрия Долгорукого. Первоначально Глеб согласился на уговоры, но в итоге отказался и решил отнять у Мстислава Переяславль. На это его подговорил Жирослав, воевода Юрия:
"Поиди Переяславлю, хотять тебе переяславци".
Успехов Глеб не добился. Ночью он подступил к городу, но уже на рассвете ушёл. Мстислав Изяславич организовал погоню, и у городка Носова на реке Руде часть дружины Глеба полегла. После этого Изяслав Мстиславич с отрядом берендеев выступил к Городцу, при этом ни Давыдовичи, ни Ольговичи не помогли Глебу. Три дня Городец был под осадой, после чего было приказано открыть ворота. В результате Изяслав признал права Глеба на Городец, но за то, что Глеб продолжил дружбу с Давыдовичами и Ольговичами, уже в 1148 году он лишился города, который передали брату Глеба Ростиславу.
"Иди к Олговичам, к тем еси пришел, ати ти дадять волость".Изяслав Мстиславич Глебу
После того, как Юрий Долгорукий первый раз захватил Киев (1149), Глеб стал отцовским наместником в Каневе, после чего получил Пересопницу, бывшую волость Вячеслава Владимировича. Глеб должен был «стечечь» Изяслава Мстиславича, чтобы тот неожиданно не напал на Киев, но Изяслав внезапно направился к Пересопнице. Дружина Глеба потерпела поражение от волынского войска Изяслава, и Глеб, находившийся в городе, начал просить Изяслава о пощаде, признав его «старшинство».
В 1152 году Городец был сожжён Изяславом, и Глеб бежал к отцу в Суздаль.
В 1154 году Глеб участвует в очередном походе отца на Киев. Недалеко от Козельска к армии Юрия присоединились половцы, но их количество было незначительное, и Глеба направили за помощью в степь. Он привёл с собой значительное количество половецких отрядов, и Юрий поручил Глебу самостоятельно действовать в Южной Руси. Под Переяславлем состоялась битва между войсками Глеба и Святослава Ростиславича, сына Ростислава Мстиславича, который в тот момент являлся киевским князем, где Глебу пришлось отступить. Глеб с половцами подошёл к Чернигову, где состоялось сражение между Ростиславом Мстиславичем и Глебом, но киевский князь испугался численного превосходства армии соперника и просил мира у Изяслава Давыдовича, предлагая ему киевский стол, а Глебу Юрьевичу — Переяславль.

### Княжение в Переяславле, Киеве
Получив Переяславль в 1155 году от отца, смог удержаться там и после его смерти, единственный реализовав план отца по закреплению Юрьевичей на юге после его смерти, но и тем самым отделив Переяславль от Киева.
В 1157—1161 годах действовал в союзе со своим тестем Изяславом Давыдовичем против Мстиславичей.
В 1169 году после взятия Киева войсками Андрея Боголюбского занял киевский престол, оставив Переяславль сыну Владимиру. Не поддержал против Мстислава Волынского удельного князя Владимира Андреевича, затем Мстислав с чёрными клобуками захватил Киев, взял ряды с волынскими, галицким, туровским, городенским князьями и киевской знатью. Во время безуспешной осады Вышгорода (обороной руководил Давыд Ростиславич) Мстислав узнал о наступлении из-за Днепра Глеба с половцами и отступил. После окончательного утверждения Глеба в Киеве на южнорусские границы по обоим берегам Днепра подступили половцы с предложением мира. Когда Глеб уехал в Переяславскую землю, опасаясь за находящегося там малолетнего сына, находящиеся на правом берегу Днепра половцы начали разорять сёла. Глеб послал против них брата Михаила с чёрными клобуками, который нанёс им поражение.

### Смерть
Предположительно, Глеб был отравлен киевлянами, как и его отец. Андрей Боголюбский требовал от его преемника, Романа Ростиславича, расследования и выдачи подозреваемых в его отравлении. Тот отказался и ушёл в Смоленск, а борьбу с Андреем продолжили его младшие братья, выдвинувшие в качестве претендента на Киев Ярослава Изяславича. В разных летописях смерть Глеба датируется разными годами из-за применения разных стилей, реконструкция по смежным событиям проведена в том числе Бережковым Н.Г.

## Характеристика
По свидетельству летописи, Глеб был «братолюбец, свято соблюдал крестное целование, отличался кротостью и благонравием, любил монастыри, почитал иноческий чин, щедро подавал милостыню нищим».

## Семья и дети
Жена:
- первая жена умерла в 1154 году.
- дочь Изяслава Давыдовича Черниговского (свадьба состоялась в 1155/56 г.).

Дети:
- Владимир (ум. 1187).
- Изяслав (ум. 1183).
- Ольга — замужем за Всеволодом Святославичем Курским.